# Antíoc d'Eges
Antíoc d'Eges (grec antic: Ἀντίοχος, Antíokhos) fou un sofista grec nadiu d'Eges (Cilícia) i filòsof cínic, tal com ell mateix es considerava. Va florir cap a l'any 200, durant el regnat de Septimi Sever i Caracal·la. Va obtenir la ciutadania romana, i a partir de llavors utilitzà el nom de Publi Anteu Antíoc (llatí: Publius Anteius Antiochus).
Era d'una família distingida, i alguns dels seus parents van ser després cònsols a Roma. No va prendre part en la política del seu país, però amb les seves riqueses, augmentades per la liberalitat dels emperadors, es va permetre donar suport i alleujar els seus conciutadans quan era necessari. Solia passar les nits al temple d'Asclepi, en part buscant els somnis per comunicar-se amb el déu, i en part per conversar amb altres persones que hi passaven les nits en vetlla. Durant la guerra de Caracal·la contra els Parts, es va posar en un primer moment al servei de l'exèrcit romà pel seu mode de vida cínic, però després va desertar i va passar-se al costat dels parts junt amb Tiridates.
Era un dels oradors més distingits de la seva època. Va ser deixeble de Dàrdan i de Dionís de Milet. El seu estil, quan parlava, era molt concís, expressava amb claredat el seu pensament i no tenia les floritures dels altres retòrics de l'època. Va adquirir una bona reputació com a escriptor. Filòstrat d'Atenes menciona una obra històrica seva, ἱστορία, que elogia per l'elegància del seu estil, però no se'n coneix el contingut. També se sap que va escriure una altra obra anomenada Ἀγορά.